# Elle, je ne veux qu'elle
Elle, je ne veux qu'elle est une chanson du chanteur français Ringo, parue à la fin de l'année 1971 chez Carrère. 

## Historique
Ce titre est l'adaptation en français de la chanson Help (Get Me Some Help), ou Help, ayudamé, du chanteur néerlandais Tony Ronald (nl), qui obtient notamment un succès en Belgique et aux Pays-Bas.
Avec près de 806 000 disques vendus, Elle, je ne veux qu'elle devient l'un des principaux succès de l'année 1972 en France atteignant la 4e meilleure vente de disques en termes de 45 tours mais devient également l'un des principaux succès du chanteur.

## Classements et certifications

### Elle, je ne veux qu'elle
| Classement (1971–72)                    | Meilleure position |
| --------------------------------------- | ------------------ |
| Belgique (Wallonie Ultratop 50 Singles) | 6                  |
| France (IFOP)                           | 1                  |
| Suisse romande (RSR)                    | 9                  |

| Classement (1972) | Position |
| ----------------- | -------- |
| France (IFOP)     | 4        |

#### Certifications
| Pays            | Certification | Ventes certifiées |
| --------------- | ------------- | ----------------- |
| France (SNICOP) | Or            | 500 000           |

### Help (Get Me Some Help)
| Classement (1971–72)                    | Meilleure position |
| --------------------------------------- | ------------------ |
| Belgique (Flandre Ultratop 50 Singles)  | 3                  |
| Belgique (Wallonie Ultratop 50 Singles) | 3                  |
| Pays-Bas (Nederlandse Top 40)           | 6                  |
| Pays-Bas (Single Top 100)               | 4                  |

| Classement (1971)             | Position |
| ----------------------------- | -------- |
| Belgique (Flandre Ultratop)   | 15       |
| Pays-Bas (Nederlandse Top 40) | 54       |
| Pays-Bas (Single Top 100)     | 48       |